# 大兴街道 (开封市)
大兴街道，是中华人民共和国河南省開封市龙亭区下辖的一个乡镇级行政单位。

## 行政区划
大兴街道下辖以下地区：
大兴社区和西门社区。